# Georges Bensoussan

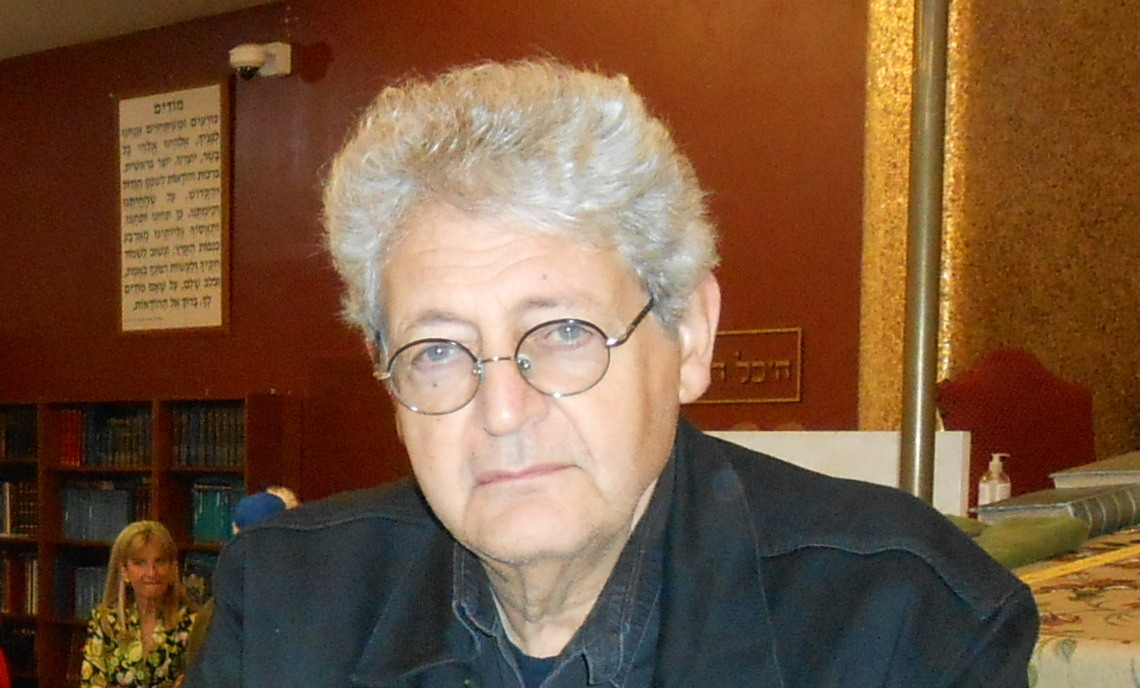
Georges Bensoussan a Milano il 18 settembre 2022 per la Giornata europea della cultura ebraica, relatore del tema “Vittime nel paese degli eroi. La memoria della Shoah in Israele”

Georges Bensoussan (Martimprey-du-Kiss, 17 febbraio 1952) è uno storico francese di origini ebraico-marocchine, specializzato nella storia culturale dei secoli XIX e XX, in particolare di storia ebraica.

## Biografia
Tra i più noti studiosi europei dell'antisemitismo, della Shoah e del sionismo, affianca ad una vasta attività di scrittore la responsabilità editoriale del Mémorial de la Shoah di Parigi e la direzione della Revue d'histoire de la Shoah. Auschwitz, sostiene Bensoussan, non è un corto circuito della ragione, ma va riportato nella storia e nella cultura europea, facendo del suo insegnamento non una retorica del "dovere di memoria" né una rassicurante commemorazione, ma una imprescindibile lezione di storia e di politica, un apprendimento critico capace di rimettere in discussione i nostri valori, i nostri schemi mentali, i nostri modelli democratici e la nostra idea di modernità.
"La memoria istituzionalizzata", scrive, "è ben diversa dalla memoria viva, che è ribellione e messa in guardia dai poteri costituiti e dai comportamenti gregari".
Nel 2008 gli è stato tributato il Prix Mémoire de la Shoah.

## Opere
- Génocide pour mémoire. Des racines du désastre aux questions d'aujourd'hui, Paris, Éditions du Félin, 1989
- L'idéologie du rejet. Enquête sur «Le monument Henry» ou archéologie du fantasme antisémite dans la France de la fin du XIXe siècle, Collection Document, Éditions Manya, Levallois-Perret, 1993
- Histoire de la Shoah, Paris, Éditions Presses universitaires de France, 1996
  -  Storia della Shoah, trad. della V ed. riveduta del 2012, Firenze, Giuntina, 2013, ISBN 978-88-8057-469-9.
- Avec Anne Baron (et al.), L'Aubrac, éd. M. Houdiard, Paris, 1998
- Auschwitz en héritage? D'un bon usage de la mémoire, Paris, Éditions Mille et une nuits, 1998
  -  L'eredità di Auschwitz. Come ricordare, traduzione di C. Testi, Torino, Einaudi, 2002. - Nuova ed. rivista e ampliata (del 2003), Einaudi, 2014, ISBN 978-88-0621-591-0.
- Les Territoires perdus de la République: antisémitisme, racisme et sexisme en milieu scolaire, Mille et Une Nuits, Paris, 2002; III ed. aumentata, Paris, Pluriel, 2015
- France, prends garde de perdre ton âme…, Paris, Mille et Une Nuits, Paris 2004
- Une histoire intellectuelle et politique du sionisme (1860-1940), Paris, Éditions Fayard, 2002
  -  Il sionismo. Una storia politica e intellettuale 1860-1940, 2 voll. tradotti sull'ed. riveduta del 2003, Torino, Einaudi, 2007.
- Les Archives clandestines du ghetto de Varsovie, Emmanuel Ringelblum et le Collectif Oyneg Shabbes, Mémorial de la Shoah, Paris, 2006
- Europe, une passion génocidaire. Essai d'histoire culturelle, Paris, Éditions Mille et une nuits, 2006
  -  Genocidio. Una passione europea, a cura di Frediano Sessi, Venezia, Marsilio, 2009, ISBN 978-88-3179-667-5.
- Un nom impérissable. Israël, le sionisme et la destruction des Juifs d'Europe (1933-2007), Éditions Le Seuil, Paris 2008
  -  Israele, un nome eterno. Lo stato d'Israele, il sionismo e lo sterminio degli Ebrei d'Europa (1933-2007), traduzione di L. Verrani, Torino, UTET, 2009, ISBN 978-88-0208-137-3.
- Juif en pays arabes: le grand déracinement 1850-1975, Paris, Tallandier, 2012.
- Atlas de la Shoah - La mise à mort des Juifs d'Europe, 1939-1945, Paris, Éditions Autrement, 2014.
  -  La Shoah in 100 mappe - Lo sterminio degli ebrei d'Europa, 1939 - 1945, Gorizia, Leg edizioni, 2016, ISBN 978-88-6102-267-6. Atlante della Shoah 1939–1945, Gorizia, LEG, 2017, ISBN 978-88-6102-454-0
- L'Histoire confisquée de la destruction des Juifs d'Europe, Paris, Presses universitaires de France, 2016.
- Une France soumise - Les voix du refus, sous la dir. de G. Bensoussan, préface d'Élisabeth Badinter, Éd. Albin Michel, 2016.
- Les Juifs du monde arabe. La question interdite, Odile Jacob, 2017.  Gli ebrei del mondo arabo - L'argomento proibito, Firenze, Giuntina, 2018, ISBN 978-88-8057-775-1.
- L'Alliance israélite universelle (1860-2020), Juifs d'Orient, Lumières d'Occident, Paris, Albin Michel, 2020.
- Un Exil français. Un historien face à la justice, préface de Jacques Julliard, Paris, L'Artilleur, 2021..
- Les Origines du conflit israélo-arabe (1870-1950), Paris, PUF, 2023. Coll. Que sais-je ?.